# Park Chung-hee
Park Chung-hee (tiếng Hàn: 박정희; Hanja: 朴正熙; Hán-Việt: Phác Chính Hy, 14 tháng 11 năm 1917 – 26 tháng 10 năm 1979) là chính trị gia, nhà lãnh đạo quân sự, cựu Tổng thống Hàn Quốc, lãnh đạo của Đảng Dân chủ Cộng hòa. Ông đã gây ra cuộc đảo chính 16 tháng 05 với vai trò là lãnh đạo của Ủy ban Cách mạng (tiền thân của Hội đồng Tối cao phụ trách Tái thiết Quốc gia sau này). Park Chung-hee sau đó trở thành Tổng thống thứ ba của Hàn Quốc và tại nhiệm trong 5 nhiệm kỳ (từ ngày 17 tháng 12 năm 1963 đến ngày 26 tháng 10 năm 1979). Ông là người thành lập nền Đệ Tam Đại Hàn Dân Quốc trong lịch sử Hàn Quốc và là một trong những nhân vật châu Á lừng danh nhất trong thế kỷ XX. Park là Tổng thống tại nhiệm lâu nhất Hàn Quốc trong suốt 17 năm từ năm 1962 đến năm  1979.
Park Chung-hee được xem là một trong những nhà lãnh đạo, nhà cải cách táo bạo hàng đầu trong lịch sử Hàn Quốc cũng như thế giới. Cụ thể, ông là người trực tiếp khởi xướng và dẫn dắt đất nước tạo ra Kỳ tích sông Hán — một thời đại chứng kiến sự phát triển thần tốc kéo dài cho tới đầu thế kỷ XXI, biến đất nước Hàn Quốc từ một đống tro tàn, đổ nát thời kỳ hậu chiến tranh Triều Tiên trở thành một trong những nền kinh tế hàng đầu của châu Á cũng như thế giới.
Trong một cuộc khảo sát của Gallup được thực hiện vào năm 2015 tại Hàn Quốc với 99% số người tham gia khảo sát, Park Chung-hee được tôn vinh là "Tổng thống vĩ đại nhất" trong lịch sử nước này với tỷ lệ bình chọn là 44%.

## Thiếu thời và giáo dục

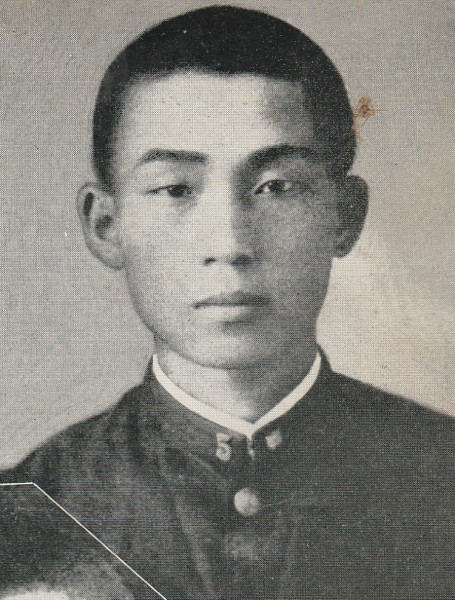
Park thời học sinh

Park Chung-hee sinh ngày 14 tháng 11 năm 1917 trong một gia đình nông dân nghèo tại Seonsan, một thị trấn nhỏ ở Gumi, bắc Gyeongsang, bán đảo Triều Tiên lúc bấy giờ đang nằm dưới sự cai trị của Đế quốc Nhật Bản. Cha ông là Park Sung-bin, mẹ là Baek Nam-eui. Ông là con út trong gia đình có 7 anh chị em. Những ghi chép về thuở thiếu thời mô tả ông là người có vóc dáng hơi nhỏ, gầy và có khuynh hướng rất thích sự đơn độc. Trong những năm học phổ thông, Park thông minh và học giỏi. Thầy cô của Park đã tiến cử ông tới học tại trường Cao đẳng Sư phạm Daegu, một ngôi trường dành cho những học sinh nghèo nhưng xuất sắc và có ước mơ trở thành giáo viên tiểu học. Park học tại đây 5 năm (tháng 4 năm 1932 - tháng 3 năm 1937). Sau khi tốt nghiệp, ông dạy tại trường Tiểu học Mungyeong.
Quá trình trưởng thành của Park trùng với thời gian Nhật Bản bắt đầu xâm chiếm Trung Quốc, bắt đầu từ Sự kiện Phụng Thiên và căng thẳng gia tăng lên đỉnh điểm dẫn tới bùng nổ Chiến tranh Trung–Nhật lần thứ hai năm 1937. Điều này đã tạo ra tiền đề cho sự phát triển con đường binh nghiệp của ông sau này cũng như con đường biến Park trở thành vị tổng thống với nhiều tranh cãi nhất trong lịch sử Hàn Quốc hiện đại.
Sau 2 năm công tác, do không còn hứng thú với việc giảng dạy, đồng thời bị thu hút bởi các khái niệm về quân đội, ông quyết định đăng ký nhập học tại Học viện Quân sự Hoàng gia Mãn Châu Quốc - ngôi trường được thành lập vào tháng 04 năm 1940 dưới sự hậu thuẫn của Đạo quân Quan Đông (Nhật Bản). Năm 1942, Park tốt nghiệp loại xuất sắc và được chọn để đưa sang Nhật Bản tiếp tục tu nghiệp sĩ quan tại Học viện Lục quân Đế quốc Nhật Bản. Park được các giảng viên quân sự Nhật Bản đánh giá là một quân nhân tài năng. Sau khi tốt nghiệp loại xuất sắc (xếp thứ 03 trong lớp học, được trao tặng chiếc đồng hồ bằng vàng của Hoàng đế Phổ Nghi), Park nhận quân hàm Trung úy trong Sư đoàn Bộ binh số 08 Quân đội Mãn Châu Quốc với tên gọi "Okamoto Minoru". Ông phục vụ trong lực lượng này cho tới giai đoạn cuối của Đệ nhị Thế chiến. Sau khi Đế quốc Nhật Bản đầu hàng, ông trở về nước và gia nhập Quốc quân Đại Hàn Dân Quốc. Tới năm 1948, Park bị loại khỏi quân ngũ do xuất hiện những nghi ngờ rằng ông tham gia vào một tổ chức cánh tả. Tuy nhiên, nghi ngờ này về sau chưa bao giờ được chứng minh và xác thực.

## Sự nghiệp

### Tại Mãn Châu
Trong những năm từ 1940–1944, Park được đào tạo để trở thành một quân nhân. Với năng lực của mình, sau khi tốt nghiệp loại xuất sắc, ông trở thành Trung úy phục vụ trong Quân đội Hoàng gia Mãn Châu Quốc cho tới khi Đệ nhị Thế chiến kết thúc.

### Quay trở lại Triều Tiên
Sau khi Đế quốc Nhật Bản đầu hàng quân đồng minh vào ngày 02 tháng 09 năm 1945, Park rời bỏ quân ngũ. Park quay trở về quê hương mình tại Seonsan, sống tại đó trong vòng 1 năm sau chiến tranh và ghi danh vào Học viện Quân sự Đại Hàn Dân Quốc. Park tốt nghiệp khóa thứ 02 năm 1946 (một trong những người bạn cùng lớp với Park là Kim Jae-gyu, người bạn thân và sau này trở thành cận vệ thân thiết của Park) trở thành sĩ quan Lục quân phục vụ Quốc quân Đại Hàn Dân Quốc thuộc Chính phủ Quân sự Lục quân Hoa Kỳ tại Hàn Quốc. Tháng 11 năm 1948, Park bị cáo buộc lãnh đạo Phong trào Cộng sản Hàn Quốc. Park sau đó bị toà án quân sự tuyên án tử hình vì tội phản quốc, nhưng bản án của Park đã được Tổng thống Lý Thừa Vãn cho thoát án tử và buộc phải giải ngũ sau khi nghe những lời khuyên và nói giúp Park của một số sĩ quan cao cấp trong Quốc quân Đại Hàn Dân Quốc.
Trong khi Park từng là thành viên của Đảng Công nhân Hàn Quốc, những cáo buộc liên quan đến việc Park từng lãnh đạo Phong trào Cộng sản Hàn Quốc chưa bao giờ được xác thực và chứng minh. Khoảng thời gian công tác ở quân đội với vai trò trợ lý dân sự, Park đã gặp gỡ và làm quen với Kim Jong-pil (Tốt nghiệp Học viện Quân sự Đại Hàn Dân Quốc năm 1950), người mà sau này sẽ là thành viên nòng cốt trong cuộc Đảo chính Quân sự 16 tháng 05 của Park Chung-hee trong tương lai.
Khi cuộc Chiến tranh Triều Tiên bùng nổ giữa hai miền bắc và nam, với sự giúp đỡ của Paik Sun-yup, Park Chung-hee tái ngũ với quân hàm Thiếu tá và trở thành một sĩ quan chuyên môn cao về hậu cần. Park được thăng cấp Trung tá vào tháng 09 năm 1950 và thăng cấp Đại tá vào tháng 04 năm 1951. Sau khi lên chức Đại tá, Park được bổ nhiệm vào chức vụ Phó Giám đốc Cục Tình báo Quân đội trước khi chuyển sang làm Chỉ huy Quân đoàn Pháo binh số 02 và 03 trong chiến tranh. Sau khi ký kết Hiệp định Đình chiến Bán đảo Triều Tiên giữa hai miền bắc nam vào năm 1953, Park Chung-hee được chọn sang Hoa Kỳ để tham gia một khóa huấn luyện đặc biệt kéo dài 06 tháng tại Căn cứ Fort Sill ở Tiểu bang Oklahoma, Hoa Kỳ. Hết khóa huấn luyện trở về Hàn Quốc, Park Chung-hee được thăng cấp lên quân hàm Chuẩn tướng.
Năm 1958, Park Chung-hee được thăng cấp lên quân hàm Thiếu tướng, Park là hiệu trưởng của Trường Pháo binh Quân đội và chỉ huy Sư đoàn 05 và 07 của Quốc quân Đại Hàn Dân Quốc. Park Chung-hee sau đó được bổ nhiệm làm Tham mưu trưởng Tập đoàn quân số 01 và Chỉ huy Bộ Tư lệnh Quân đoàn 01 và 06 có nhiệm vụ bảo vệ thủ đô Seoul. Năm 1960, Park trở thành Tư lệnh của Bộ Tư lệnh Hậu Cần Busan trước khi trở thành Tham mưu trưởng Tác chiến của Quốc quân Đại Hàn Dân Quốc và Phó Tư lệnh Tập đoàn quân số 02. Park Chung-hee lúc này là một trong những nhân vật quyền lực và có ảnh hưởng nhất trong quân đội.

### Vươn đến quyền lực

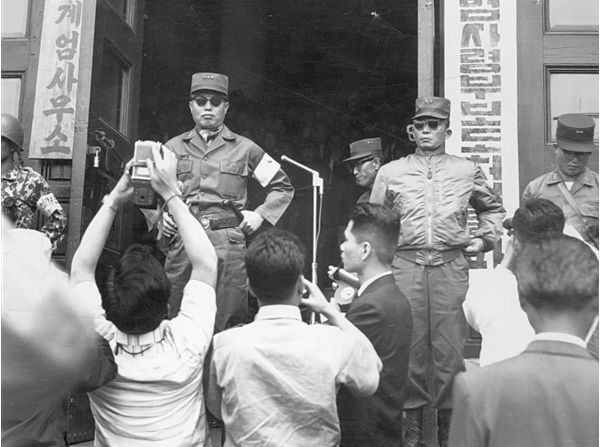
Các lãnh đạo Ủy ban Quân sự Cách mạng trong ảnh ngày 20 tháng 5, 4 ngày sau cuộc đảo chính: chủ tịch Chang Do-yong (trái) và phó chủ tịch Park Chung Hee (phải)

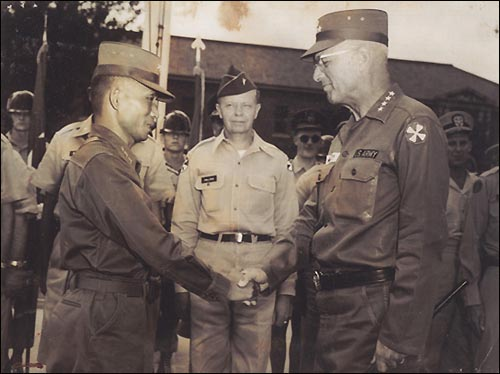
Park Chung-hee bắt tay Tướng Guy S. Meloy Jr. trong chuyến thăm Bộ Tư lệnh Liên Hiệp Quốc năm 1961

Vào ngày 26 tháng 04 năm 1960, Tổng thống Lý Thừa Vãn đã bị buộc từ chức và phải sống lưu vong sau sự kiện Cách mạng 19 tháng 04 do sinh viên đại học lãnh đạo. Một chính phủ dân chủ được thành lập vào ngày 13 tháng 08 năm 1960 với tên gọi là Đệ Nhị Đại Hàn Dân Quốc. Yun Bo-seon trở thành Tổng thống thứ hai của Đại Hàn Dân Quốc cùng với Thủ tướng là Chang Myon.
Sau khi nắm quyền, chính phủ mới không thể giải quyết những vấn đề còn tồn đọng như quản lý yếu kém và tham nhũng có từ thời chính quyền của Tổng thống Lý Thừa Vãn. Những người biểu tình thường xuyên đổ ra đường phố đưa ra những yêu sách rộng rãi hơn về cải cách chính trị và kinh tế, dân chúng mất niềm tin vào lực lượng cảnh sát, an ninh công cộng sa sút.
Trong bối cảnh bất ổn và chia rẽ xã hội này, Thiếu tướng Park đã lập ra Ủy ban Cách mạng Quân sự. Khi Park phát hiện ra rằng bản thân sắp phải nghỉ hưu trong vòng vài tháng tới, Park đã nhanh chóng tiến hành kế hoạch của Ủy ban.
Ngày 16 tháng 05 năm 1961, trên danh nghĩa được lãnh đạo bởi Tham mưu trưởng Lục quân Jang Do-young sau khi ông ta đào tẩu vào ngày cuộc đảo chính bắt đầu. Yun Bo-seon buộc phải từ chức và chấm dứt nền Đệ Nhị Đại Hàn Dân Quốc. Một chính quyền mới được thành lập từ những sĩ quan ủng hộ Park là Hội đồng Tối cao Tái thiết Quốc gia trên danh nghĩa được lãnh đạo bởi Tướng Jang. Sau khi Tướng Jang bị bắt vào tháng 07 năm 1961, Park Chung-hee lên nắm quyền kiểm soát toàn bộ hội đồng. Mặc dù Thủ tướng Chang Myon và Tướng quân đội Hoa Kỳ Carter Magruder đã chống lại những nỗ lực đảo chính, Tổng thống Yun Bo-seon đã đứng về phía phe đảo chính và thuyết phục Tập đoàn quân số 08 và các Tư lệnh của những đơn vị Hàn Quốc khác nhau không can thiệp vào chính phủ mới.
Ngay sau sự kiện Đảo chính Quân sự 16 tháng 05, Park Chung-hee được thăng hàm Trung tướng và chính thức thiết lập hệ thống xã hội Hàn Quốc theo đường lối kỷ luật quân sự để chấm dứt một nền dân chủ yếu kém và tham nhũng vì bản thân Park Chung-hee bị ảnh hưởng rất lớn bởi Chủ nghĩa Quân phiệt Nhật Bản. Park Chung-hee đã tiến hành quân sự hóa xã hội Hàn Quốc và biến quốc gia thành một trong những quốc gia quân sự hóa nhất trên toàn thế giới, việc làm của Park Chung-hee sau này các nhà sử học Hàn Quốc và các nhà sử học trên thế giới gọi là "Chế độ Độc tài Phát triển".

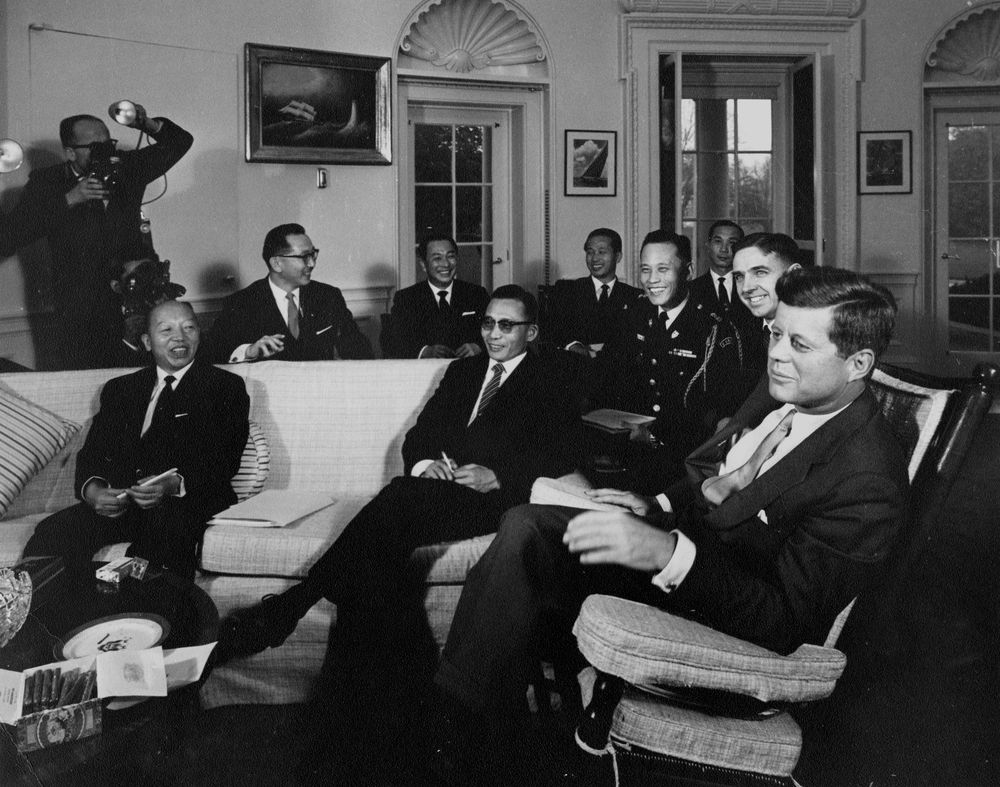
Park và Tổng thống Hoa Kỳ John F. Kennedy tại Washington, D.C. vào ngày 14 tháng 11 năm 1961

Vào ngày 19 tháng 6 năm 1961, hội đồng quân sự đã thành lập Cơ quan Tình báo Trung ương Triều Tiên để ngăn chặn các cuộc phản đảo chính và trấn áp những kẻ thù tiềm tàng, cả trong và ngoài nước. Cùng với việc được trao quyền điều tra, KCIA còn được trao quyền bắt giữ bất kỳ ai bị nghi ngờ có hành vi sai trái hoặc có quan điểm chống chính phủ. Dưới sự giám đốc đầu tiên của nó, Chuẩn tướng đã nghỉ hưu Kim Jong-pil, họ hàng của Park và là một trong những người lên kế hoạch ban đầu cho cuộc đảo chính, KCIA sẽ mở rộng quyền lực của mình sang các vấn đề kinh tế và đối ngoại.

## Tổng thống (1962-1979)

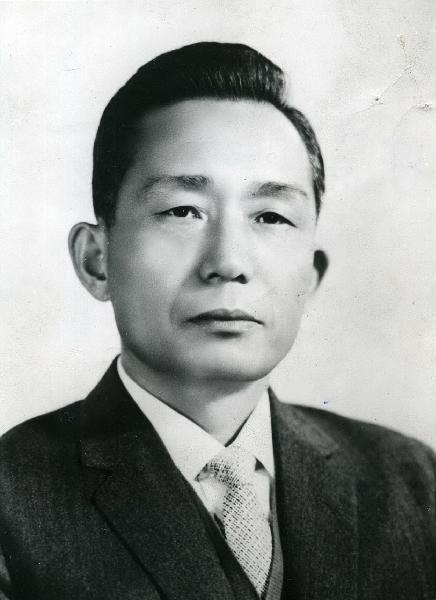
Park năm 1963

Sau khi Tổng thống Yun Bo-seon hoàn tất việc chuyển giao quyền lực cho chính phủ quân đội và từ chức vào ngày 24 tháng 03 năm 1962. Để củng cố quyền lực của bản thân, Park Chung-hee được thăng cấp lên quân hàm Đại tướng và trực tiếp đứng ra tranh cử Tổng thống. Năm 1963, Park Chung-hee trở thành Tổng thống thứ ba của Đại Hàn Dân Quốc với tư cách là ứng cử viên của Đảng Cộng hòa Dân Chủ mới thành lập và ông lập ra nền Đệ Tam Đại Hàn Dân Quốc thay thế cho nền Đệ Nhị Đại Hàn Dân Quốc của Tổng thống tiền nhiệm Yun Bo-seon.
Hai tháng sau, tại Đại học Quốc gia Seoul ông phát biểu:
| “ | Toàn dân Hàn Quốc sẽ phải thắt lưng buộc bụng trong vòng ít nhất là 05 năm tới đây, phải cắn răng mà làm việc nếu muốn được sống còn. Phải biết cách làm như thế nào để trong vòng 10 năm tới, chúng ta tạo ra được một nền kinh tế đứng hàng đầu ở khu vực Đông Á và 20 năm sau đó, chúng ta trở thành cường quốc kinh tế trên thế giới. Chúng ta sẽ khiến cho thế giới phải ngưỡng mộ, phải nể phục, tôn trọng chúng ta,... Hôm nay, có thể vẫn còn có một số đồng bào bất đồng ý kiến với tôi, nhưng xin những đồng bào đó hãy hiểu cho rằng, tổ quốc của chúng ta quan trọng hơn quyền lợi cá nhân. Tôi không hề muốn mị dân, tôi sẽ cương quyết ban hành một chính sách khắc khổ. Tôi sẽ đem bắn bất cứ kẻ nào ăn cắp của công, dù chỉ một đồng. Tôi sẵn lòng chết cho lý tưởng mà mình đã đề ra. | ” |

### Chính sách đối ngoại

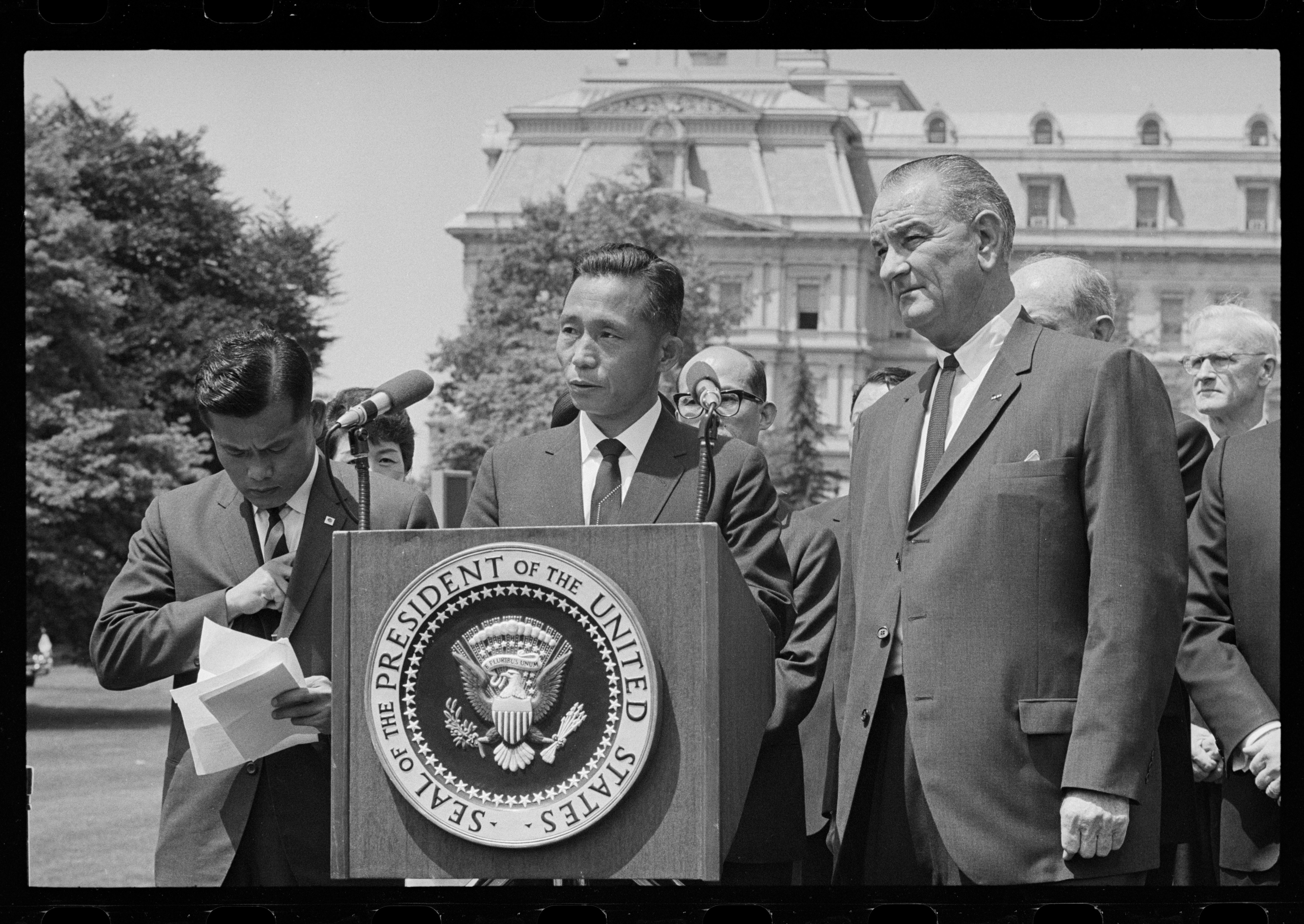
Park và Tổng thống Hoa Kỳ Lyndon B. Johnson năm 1965

Vào tháng 6 năm 1965, ông đã ký một hiệp ước bình thường hóa quan hệ với Nhật Bản, bao gồm thanh toán các khoản bồi thường và thực hiện các khoản vay mềm từ Nhật Bản, điều đó dẫn đến sự tăng cường mạnh mẽ trong thương mại và đầu tư giữa Hàn Quốc và Nhật Bản. Vào tháng 7 năm 1966, Hàn Quốc và Hoa Kỳ đã ký Thỏa thuận về tình trạng lực lượng nhằm thiết lập mối quan hệ bình đẳng hơn giữa hai nước. Với sức mạnh kinh tế ngày càng tăng và sự bảo đảm an ninh của Hoa Kỳ, mối đe dọa của một cuộc xâm lược thông thường từ Bắc Triều Tiên dường như ngày càng xa vời. Sau đó, chiến tranh Việt Nam leo thang với việc triển khai các lực lượng chiến đấu mặt đất vào tháng 3 năm 1965, Hàn Quốc đã gửi Sư đoàn Thủ đô và Lữ đoàn 2 Hải quân vào Nam Việt Nam vào tháng 9 năm 1965, tiếp theo là Sư đoàn Bạch Mã vào tháng 9 năm 1966. Trong năm 1960, Park đã có những bài phát biểu, trong đó ông đổ lỗi cho Liên minh Anh-Nhật nói chung và Đế quốc Anh nói riêng về việc đã thỏa hiệp để cho Nhật Bản xâm lược Hàn Quốc.

#### Nam Việt Nam

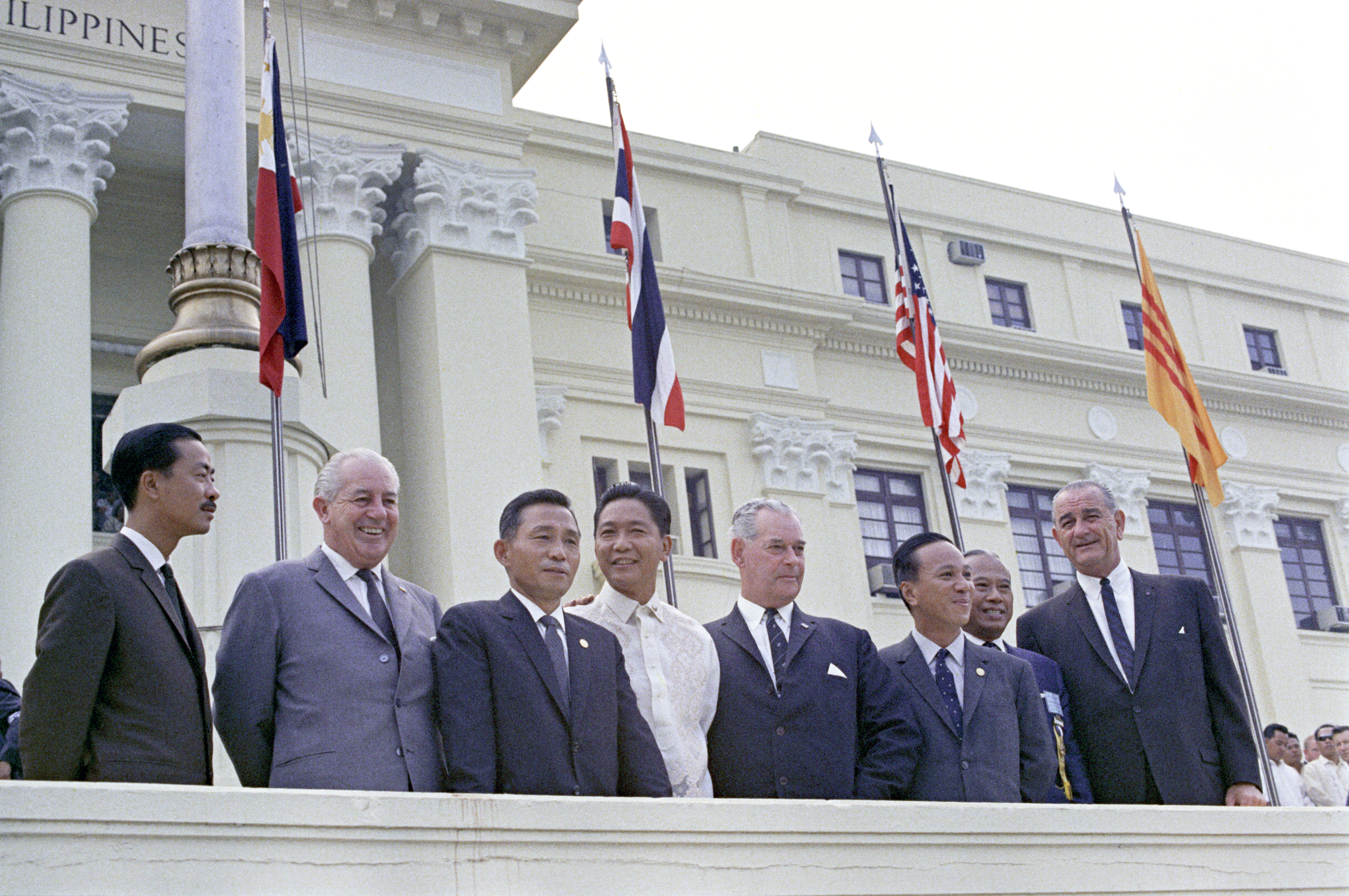
Park (thứ ba từ trái sang) tại Hội nghị SEATO năm 1966 tại Philippines

Park Chung-hee đã điều động hơn 325.000 quân nhân sang tham chiến tại Nam Việt Nam, đây là số lượng binh sĩ tham chiến nhiều thứ hai tại Nam Việt Nam chỉ sau Hoa Kỳ. Lý do tham chiến của quân đội Hàn Quốc nhằm mục đích duy trì mối quan hệ đồng minh thân cận giữa Hàn Quốc và Hoa Kỳ, giúp Hoa Kỳ ngăn chặn sự lan rộng của chủ nghĩa cộng sản theo học thuyết Domino tại châu Á đồng thời nâng cao vị thế của Hàn Quốc trên chính trường quốc tế. Tháng 1 năm 1965, khi đề xuất triển khai quân đội sang Nam Việt Nam tham chiến chính thức được quốc hội thông qua với 106 phiếu thuận và 11 phiếu chống, Park tuyên bố rằng: "Đây chính là thời điểm Hàn Quốc chuyển từ vị thế bị động sang vai trò chủ động đối với các vấn đề mang tính quốc tế".
Bên cạnh những lý do chính trị, việc tham chiến của Hàn Quốc cũng được cho là xuất phát từ động cơ tài chính. Quân đội Hàn Quốc tham chiến ở Nam Việt Nam sẽ được chi trả lương bổng bởi chính phủ Hoa Kỳ, đồng thời nước này cũng sẽ viện trợ kinh tế nhiều hơn cho họ. Tổng cộng Hoa Kỳ đã viện trợ hoặc cho Hàn Quốc vay khoảng 10 tỷ đô la Mỹ (tương đương 70 tỷ USD theo thời giá năm 2017) từ năm 1946 tới năm 1978. Trong đó nhiều nhất là trong giai đoạn 1965–1972, khi quân đội Hàn Quốc tham chiến tại Nam Việt Nam, chỉ riêng trong 8 năm này, Hàn Quốc nhận được 5 tỷ USD viện trợ (tương đương 35 tỷ USD theo thời giá 2017), nhiều gấp 3 lần mức viện trợ trong giai đoạn trước. Trong hai năm đầu (1965–1966), thu nhập từ chiến tranh Việt Nam chiếm 40% thu nhập ngoại hối của Hàn Quốc. Một số học giả cho rằng số tiền có được từ cuộc chiến chiếm từ 7–8% GDP của Hàn Quốc trong những năm 1966–1969. Số tiền được chính phủ Hoa Kỳ chuyển thẳng cho chính phủ Hàn Quốc dưới hình thức "bán công khai" như trợ cấp phát triển quốc phòng, hợp đồng dân sự, chuyển giao công nghệ và ưu đãi thị trường bởi các đời Tổng thống Johnson và Nixon.
Ước tính có khoảng từ 4.407–5.099 lính tử trận, 10.962–17.060 người khác bị thương và 4 mất tích trong suốt cuộc chiến. Đội quân này cũng gây ra một danh sách dài những tội ác chiến tranh, những vụ thảm sát thường dân Nam Việt Nam bị nghi ngờ là du kích Việt Cộng khi tham chiến đồng thời bỏ lại nơi đây hàng ngàn đứa con lai sau khi rời đi (phía Hàn Quốc thống kê quân đội của họ đã làm thiệt mạng tổng cộng khoảng 41.000 người Việt Nam bị coi là Việt Cộng).

#### Bắc Triều Tiên

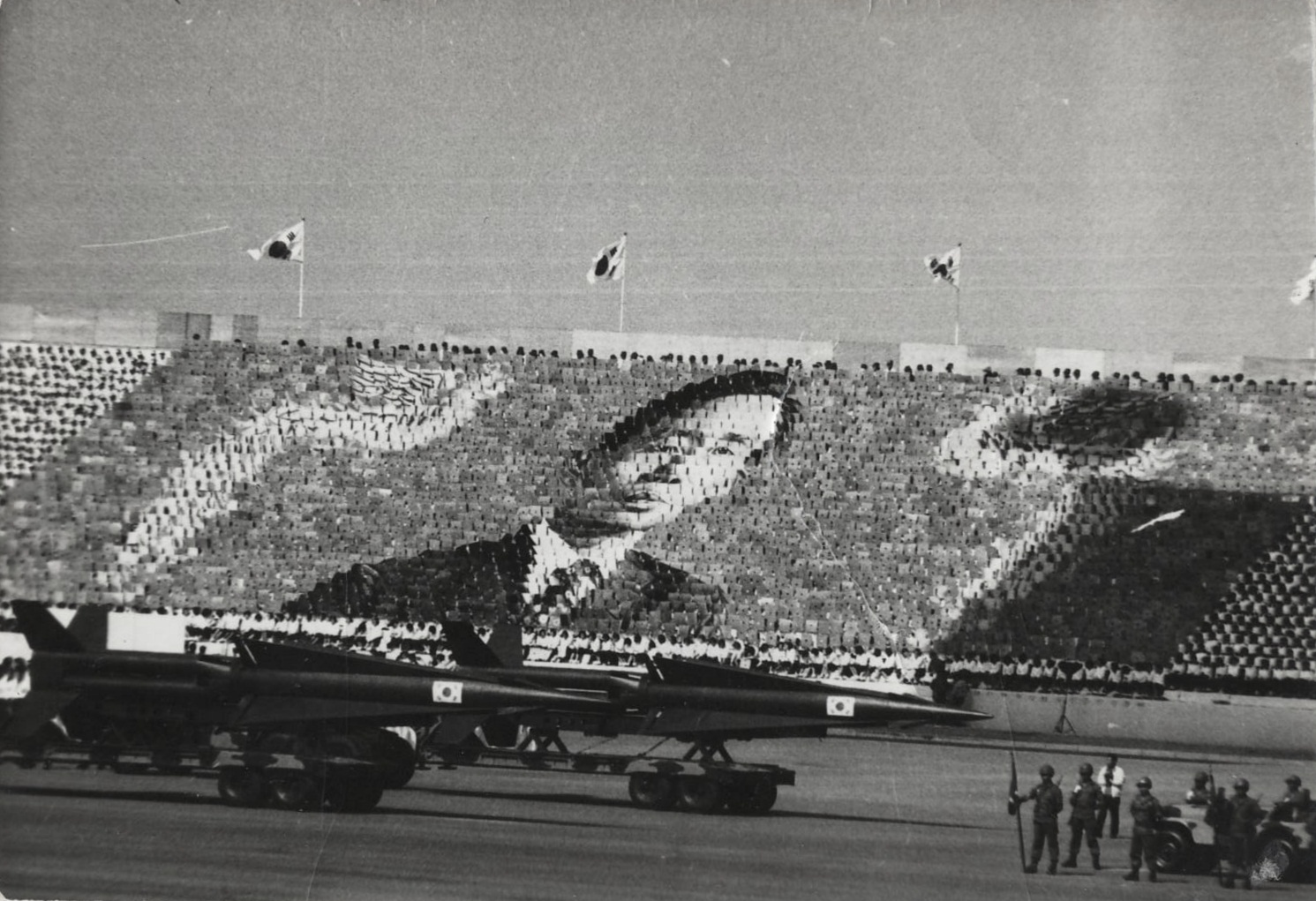
Tôn vinh Tổng thống Park Chung Hee trong Lễ duyệt binh tại Ngày Lực lượng Vũ trang ngày 1 tháng 10 năm 1973

Park giám sát những thay đổi chuyển tiếp giữa hai miền Triều Tiên từ xung đột sang hợp nhất. Năm 1961, nhà lãnh đạo Triều Tiên Kim Nhật Thành đã bí mật cử Hwang Tae-song, bạn cũ của Park Chung Hee và là thứ trưởng bộ thương mại, đến Hàn Quốc với hy vọng cải thiện quan hệ liên Triều. Tuy nhiên, để xua tan những nghi ngờ về khuynh hướng Cộng sản của mình và đảm bảo với người Mỹ lập trường vững chắc của ông với tư cách là một đồng minh, Park đã quyết định xử tử Hwang vì tội làm gián điệp.
Bắt đầu từ tháng 10 năm 1964, Triều Tiên tăng cường thâm nhập các cơ quan thu thập thông tin tình báo và tuyên truyền vào miền Nam. Hơn 30 binh sĩ Hàn Quốc và ít nhất 10 thường dân đã thiệt mạng trong các cuộc đụng độ với những kẻ xâm nhập Triều Tiên vào tháng 10 năm 1966.
Vào tháng 10 năm 1966, Park ra lệnh cho Quân đội Hàn Quốc tiến hành một cuộc tấn công trả đũa mà không cần có sự chấp thuận của Tướng Charles Bonesteel. Hành động này nhằm trả đũa những tổn thất đang diễn ra của Hàn Quốc, đã gây ra căng thẳng giữa chính phủ của Park và bộ chỉ huy Hoa Kỳ tại Hàn Quốc, vốn mong muốn không vi phạm hiệp định đình chiến.

#### Nhật Bản
Vào ngày 22 tháng 6 năm 1965, chính quyền Park và chính phủ Nhật Bản dưới quyền Thủ tướng Satō Eisaku đã ký Hiệp ước về quan hệ cơ bản giữa Nhật Bản và Hàn Quốc, bình thường hóa quan hệ giữa Nhật Bản và Hàn Quốc lần đầu tiên thời gian. Mối quan hệ với Nhật Bản trước đây chưa được thiết lập chính thức kể từ khi Hàn Quốc phi thực dân hóa và sự phân chia vào cuối Chiến tranh thế giới thứ hai.
Vào tháng 1 năm 2005, chính phủ Hàn Quốc đã phát hiện ra 1.200 trang tài liệu ngoại giao của Hiệp ước Quan hệ cơ bản giữa Nhật Bản và Hàn Quốc năm 1965 đã được giữ bí mật trong 40 năm. Các tài liệu này tiết lộ rằng chính phủ Nhật Bản đã đề xuất với chính phủ Hàn Quốc, đứng đầu là Park Chung-hee, trực tiếp bồi thường cho các cá nhân nạn nhân trong thời kỳ Nhật Bản đô hộ Triều Tiên, nhưng chính quyền Park khẳng định sẽ xử lý việc bồi thường cá nhân cho các cá nhân trong thời kỳ Hàn Quốc bị Nhật Bản đô hộ, nạn nhân, và thay mặt cho các nạn nhân nhận toàn bộ số tiền tài trợ 300 triệu đô la (trong 35 năm thuộc địa của Nhật Bản ở Hàn Quốc). Chính quyền Park đã thương lượng tổng số tiền bồi thường là 360 triệu đô la cho 1,03 triệu người Hàn Quốc bị bắt đi lao động cưỡng bức và nghĩa vụ quân sự trong thời kỳ thuộc địa nhưng chỉ nhận được 300 triệu đô la.

#### Tây Đức

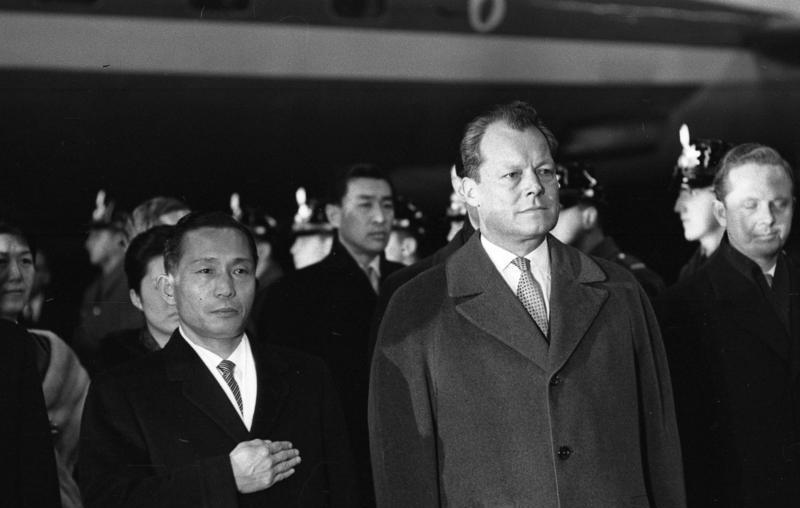
Park và Willy Brandt ở Tây Đức năm 1964

Chính sách kinh tế của Park được nhấn mạnh bởi mối quan hệ của Hàn Quốc với Tây Đức. Park có có mối quan hệ thân thiết với Đức do nước này có lịch sử có sự lãnh đạo mạnh mẽ như Bismarck và Hitler, và muốn tạo mối quan hệ với Tây Đức giải quyết các vấn đề về tăng trưởng dân số ngày càng tăng và những khó khăn về kinh tế và tiếp nhận dòng vốn nước ngoài để phát triển trong nước. Theo một thỏa thuận vào năm 1961, Hàn Quốc xuất khẩu lao động sang Đức với hơn 8,000 thợ mỏ và 10,000 y tá, kéo dài cho đến năm 1977. (xem Gastarbeiter và Người Hàn tại Đức)

#### Iran
Park là bạn thân của Shah cuối cùng của Iran, Mohammad Reza Pahlavi, người đã thiết lập quan hệ ngoại giao vào năm 1962 và sau chuyến thăm Iran vào năm 1969, đã phát triển mối quan hệ chặt chẽ với hai nước. Park nhận ra tầm quan trọng của Iran trong việc đảm bảo nguồn dầu cho sự phát triển công nghiệp của Hàn Quốc và đến năm 1973, Iran là nguồn cung cấp dầu chính và duy nhất của họ trong Cuộc khủng hoảng dầu mỏ. Hầu hết nhà máy lọc dầu ở Hàn Quốc được xây dựng để xử lý dầu thô của Iran và hàng ngàn kỹ sư và công nhân được gửi tới Iran để giúp phát triển khả năng lọc dầu của họ.

### Chính sách kinh tế

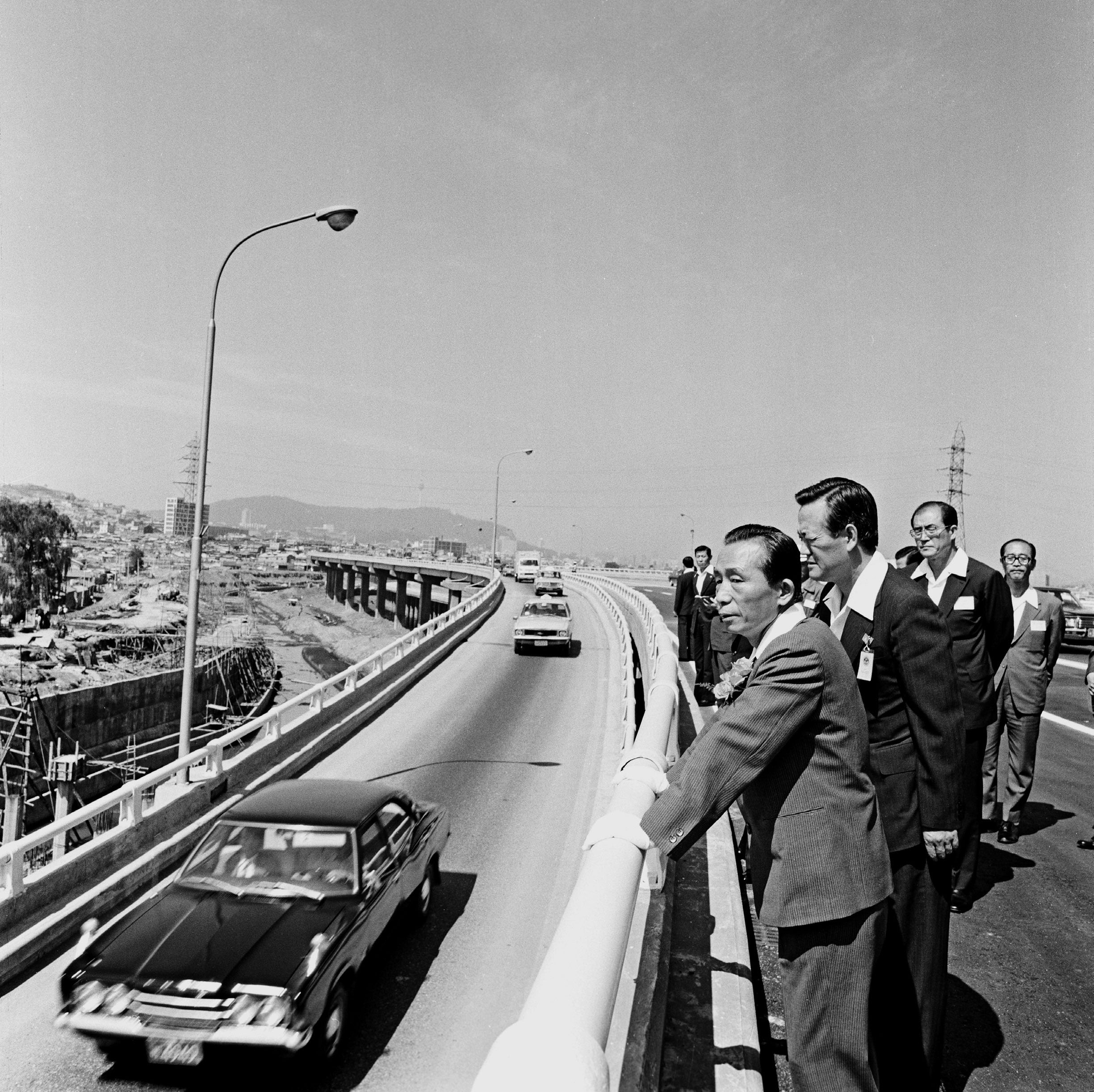
Park tham quan cầu Cheonho, Seoul (1976)

Một trong những mục tiêu chính của Park là chấm dứt đói nghèo của Hàn Quốc và đưa đất nước từ nền kinh tế kém phát triển lên nền kinh tế thuộc thế giới thứ nhất thông qua các phương pháp của chủ nghĩa nhà nước và công nghiệp hóa định hướng xuất khẩu. Sử dụng kinh nghiệm của Liên Xô cùng các kế hoạch 5 năm của chính quyền Xô viết vốn đã rất thành công trước đó làm hình mẫu, Park đưa ra Kế hoạch 5 năm đầu tiên vào năm 1962 bằng cách tuyên bố thành phố Ulsan là một "khu vực phát triển công nghiệp đặc biệt". Park chú trọng phát triển công nghiệp chế biến chế tạo, ban đầu phát triển công nghiệp kỹ thuật thấp và công nghiệp nhẹ sau đó phát triển công nghiệp nặng; tăng cường tiết kiệm, hạn chế tiêu dùng để có vốn đầu tư vào công nghiệp. Park tập trung vào việc tối đa hóa đầu tư và kiềm hãm tốc độ tăng trưởng tiêu dùng. Tỷ lệ đầu tư cao được duy trì thường xuyên là một phần của mô hình phát triển tại Hàn Quốc. Ngay sau đó, Hyundai - một trong những Chaebol lớn đầu tiên của Hàn Quốc đã nhanh tay tận dụng vị thế đặc biệt của Ulsan để biến thành phố này trở thành nơi đặt các nhà máy sản xuất công nghiệp lớn nhất của mình. Tại khu vực nông thôn, Park phát động Phong trào Nông thôn Mới nhằm thực thi các chính sách phát triển nông thôn. Phong trào này tập trung vào việc cải thiện các điều kiện sống cơ bản và môi trường bằng việc việc xây dựng cơ sở hạ tầng mới ở nơi đây, gia tăng thu nhập cho nông dân với sự hỗ trợ của nhà nước cho các cộng đồng làng xã và hợp tác xã. Ông cũng tập trung đầu tư phát triển cơ sở hạ tầng như xây dựng đường cao tốc Gyeongbu.
Park là nhân vật đóng vai trò nòng cốt trong sự phát triển của con Hổ kinh tế Hàn Quốc bằng cách chuyển trọng tâm sang công nghiệp hóa định hướng xuất khẩu. Khi ông lên nắm quyền vào năm 1961, thu nhập bình quân đầu người của Hàn Quốc chỉ ở mức hơn 80 đô la Mỹ. Bắc Triều Tiên khi đó có sức mạnh kinh tế và quân sự lớn hơn trên bán đảo do có lịch sử phát triển các ngành công nghiệp nặng sớm hơn, tập trung vào một số lĩnh vực như sản xuất điện và hóa chất, đồng thời, miền Bắc cũng nhận được một lượng lớn viện trợ kinh tế, kỹ thuật và tài chính nhận được từ các nước thuộc khối cộng sản khác, chẳng hạn như Liên Xô, Đông Đức, Đông Âu và Trung Quốc.
Một trong những cải cách của Park là cung cấp điện trong đủ 24 giờ vào năm 1964, đây là một thay đổi lớn vì các nhà máy và doanh nghiệp trước đây chỉ được cung cấp điện trong vài giờ mỗi ngày. Với Kế hoạch 5 năm lần thứ hai vào năm 1967, Park đã thành lập Khu công nghiệp Kuro ở phía tây nam Seoul và thành lập Công ty Gang thép Pohang thuộc sở hữu nhà nước để cung cấp thép giá rẻ cho các Chaebol, những người đang thành lập các nhà máy ô tô và đóng tàu đầu tiên ở Hàn Quốc. Phản ánh khuynh hướng chủ nghĩa nhà nước của mình, chính quyền Park đã thưởng cho những Chaebol đạt được thành công trong mục tiêu của họ theo Kế hoạch 5 năm với các khoản vay đi kèm điều khoản dễ trả như cắt giảm thuế, lãi suất, cấp phép đồng thời đơn giản hóa các thủ tục để Chaebol được nhận trợ cấp dễ dàng.
Từ cuối những năm 1960 trở đi, người Hàn Quốc đã nói về bản chất "Bạch tuộc" của các Chaebol khi họ bắt đầu vươn các "xúc tu" của mình sang tất cả các lĩnh vực của nền kinh tế. Một số Chaebol thành công như LG và Samsung đã học theo mô hình của các Zaibatsu Nhật Bản trong khi những người khác như Hyundai thì được thành lập ngay sau khi kết thúc sự cai trị của người Nhật – tất cả về sau đều trở thành các công ty, tập đoàn đa quốc gia lớn mạnh, nổi tiếng tầm cỡ thế giới. Ví dụ như Hyundai, vốn khởi đầu là một công ty vận tải chuyển hàng cho quân đội Hoa Kỳ trong chiến tranh Triều Tiên và sau đó là chiến tranh Việt Nam, đã nhanh chóng thống trị ngành xây dựng vào những năm 1960 và sang đến năm 1967 thì bắt đầu mở cửa nhà máy sản xuất ô tô đầu tiên, lắp ráp, chế tạo ô tô theo khuôn mẫu của các thương hiệu xe hơi Mỹ như Ford; nhưng đồng thời cũng bắt đầu tự nội địa hóa chuỗi cung ứng để có thể tiến tới tự phát triển, sản xuất các mẫu xe hơi cho riêng mình dưới sự trợ giúp đắc lực của chính phủ cùng sự chuyển giao công nghệ, kỹ thuật, thiết kế đến từ các hãng xe hơi hàng đầu thế giới thời ấy như Ford (Mỹ), British Leyland (Anh Quốc) và Mitsubishi (Nhật Bản). Đến năm 1970, Hyundai tiếp tục hoàn thành việc xây dựng đường cao tốc Gyeongbu nối Seoul với Pusan - nhanh chóng trở thành một trong những đường cao tốc bận rộn nhất của Hàn Quốc và tới năm 1975 thì hoàn tất sản xuất thành công Hyundai Pony - chiếc xe hơi đầu tiên được thiết kế và lắp ráp hoàn toàn bởi các kỹ sư của chính hãng này, trở thành chiếc ô tô sản xuất nội địa hàng loạt cũng như xuất khẩu đầu tiên của người Hàn. Kyeongseong Precision Industry (tiền thân của Kia Motors sau này) hợp tác với Mazda (Nhật Bản) còn Dong-A (SsangYong ngày nay) thì dựa trên các mẫu xe Jeep để lắp ráp ô tô cho thị trường trong nước. Bên cạnh việc sản xuất ô tô và xây dựng, Hyundai còn mở rộng sản xuất, kinh doanh sang nhiều lĩnh vực khác như: đóng tàu, xi măng, hóa chất, điện tử,... và cuối cùng trở thành một trong những tập đoàn đa ngành lớn nhất trên thế giới.
Một dấu hiệu khác cho thấy sự phát triển của nền kinh tế Hàn Quốc là vào năm 1969 là có 200.000 máy truyền hình đang hoạt động ở Hàn Quốc và đến năm 1979 thì đã có sáu triệu máy truyền hình hoạt động ở nước này. Năm 1969, chỉ có 6% hộ gia đình ở Hàn Quốc sở hữu một chiếc TV thì vào năm 1979, bốn trong số năm gia đình Hàn Quốc sở hữu một chiếc. Tuy nhiên, tất cả các máy truyền hình ở Hàn Quốc đều có màu đen và trắng và truyền hình màu không được nhập khẩu vào thị trường Hàn Quốc cho đến những năm 1984. Phản ánh sự phát triển của quyền sở hữu TV, Hệ thống phát thanh truyền hình nhà nước (KBS) thuộc sở hữu nhà nước bắt đầu sản xuất nhiều chương trình hơn, trong khi tập đoàn khu vực tư nhân như MBC bắt đầu hoạt động vào năm 1969. Trong thời đại Yusin, các sản phẩm truyền hình đã bị kiểm duyệt nghiêm ngặt với những yêu cầu, quy định, điều lệ khắt khe, ví dụ như những người đàn ông có mái tóc dài thì sẽ bị cấm xuất hiện trên TV, nhưng, các tác phẩm nghệ thuật phá cách như những vở Opera xà phòng đã trở nên cực kỳ phổ biến đối với khán giả đại chúng cũng như trở thành một hiện tượng văn hóa trong những năm 1970.
Ngành công nghiệp Hàn Quốc cũng chứng kiến sự phát triển vượt bậc trong thời kỳ lãnh đạo của Park, sự hợp tác giữa chính phủ và các doanh nghiệp trong việc mở rộng xuất khẩu của quốc gia đã giúp dẫn đến sự tăng trưởng mạnh mẽ của một số công ty Hàn Quốc - tạo tiền đề cho các tập đoàn đa quốc gia khổng lồ ngày nay. Park cũng tạo ra các cơ quan phát triển kinh tế như:
- Ban kế hoạch kinh tế (EPB)
- Bộ Thương mại và Công nghiệp (MTI)
- Bộ Tài chính (MoF)

Thế nhưng, sự phát triển kinh tế của Hàn Quốc cũng phải trả giá bằng sự hy sinh to lớn của tầng lớp lao động, chính phủ không công nhận mức lương tối thiểu hoặc quy định ngày nghỉ hàng tuần, áp đặt thời gian làm việc không bị giới hạn, luôn luôn từ 12 tới 14 thậm chí 16 giờ một ngày. Ngoài ra, công đoàn và các hành động phản kháng tập thể đều bị cấm đoán, đàn áp. Quyền của người lao động bị hạn chế tối đa vì từ năm 1962, chính sách toàn quốc thắt lưng buộc bụng được áp dụng từ Tổng thống cho đến dân chúng. Người dân làm việc nặng nhọc và triền miên nhưng sống rất kham khổ. Hàng tuần mỗi người dân đều phải nhịn ăn một bữa, không hút thuốc lá ngoại nhập, không uống cà phê. Thời gian lao động kéo dài đến 12-14 tiếng mỗi ngày, điều kiện lao động kém, tiền lương rất thấp. Những sự phản kháng tự phát của công nhân, nông dân hoặc của dân nghèo thành thị đòi hỏi cải thiện điều kiện sống đều bị chính quyền Park Chung-hee đàn áp không thương tiếc. Michael Schuman, một nhà báo nổi tiếng chuyên về kinh tế của tờ Time về sau nhận định: "Chế độ Park Chung-hee đã thực hiện quyền kiểm soát Nhà nước đối với nền kinh tế một cách tàn bạo vượt xa cả con quỷ Sahashi".
Một số nhà phân tích cho rằng Park Chung-hee có những chính sách tương đương với nhà độc tài Liên Xô Stalin như đầu tư mạnh vào kinh tế , thanh lọc mạnh tay những kẻ tham nhũng, hạn chế chi tiêu để tiết kiệm vốn cho việc xây dựng các nhà máy quy mô lớn, phát triển cơ sở hạ tầng, hỗ trợ các ngành công nghiệp quan trọng như luyện kim, cơ khí, hóa chất, đóng tàu,... Cùng với việc xây dựng các hợp tác xã tại nông thôn để thực hiện những chính sách phát triển nông nghiệp và loại trừ ảnh hưởng của phe đối lập cũng như tạo ra lực lượng quần chúng đông đảo để ủng hộ Park.

## Bị ám sát

Quốc tang Park Chung-hee

Vào ngày 26 tháng 10 năm 1979, Park Chung-hee bị Kim Jae-gyu, đương kim Giám đốc Cơ quan Tình báo Trung ương Hàn Quốc bắn chết trong một bữa tiệc tại Nhà Xanh. Kim cũng giết chết vệ sĩ trưởng Cha Ji-chul. Các sĩ quan KCIA đồng lõa sau đó di chuyển đến các khu vực của tòa nhà và bắn chết thêm bốn vệ sĩ khác của Tổng thống. Kim và nhóm của ông ta sau đó bị bắt bởi những người lính dưới quyền Tham mưu trưởng quân đội Hàn Quốc. Không rõ đây là hành động tự phát của một cá nhân hay một phần của cuộc đảo chính đã được sắp xếp trước của cơ quan tình báo. Kim tuyên bố rằng Park Chung-hee là một trở ngại cho nền dân chủ và hành động của ông ta là vì "yêu nước". Tuy nhiên, người đứng đầu cuộc điều tra, tướng Chun Doo-hwan; đã bác bỏ tuyên bố của Kim và kết luận rằng ông ta cố tình ám sát Tổng thống.
Đám tang của Park Chung-hee được tiến hành theo nghi thức quốc tang đầu tiên trong lịch sử Hàn Quốc vào ngày 3 tháng 11 tại Seoul. Ông được chôn cất với đầy đủ những nghi thức, danh dự cho một quân nhân tại Nghĩa trang Quốc gia Seoul. Hơn 2 triệu người Hàn Quốc đã đưa tang ông. Động cơ giết Tổng thống của Kim Jae-gyu vẫn chưa rõ ràng vì ông ta cùng đồng bọn đã bị xử tử bằng hình thức treo cổ vào ngày 24 tháng 5 năm 1980.

## Nhận định

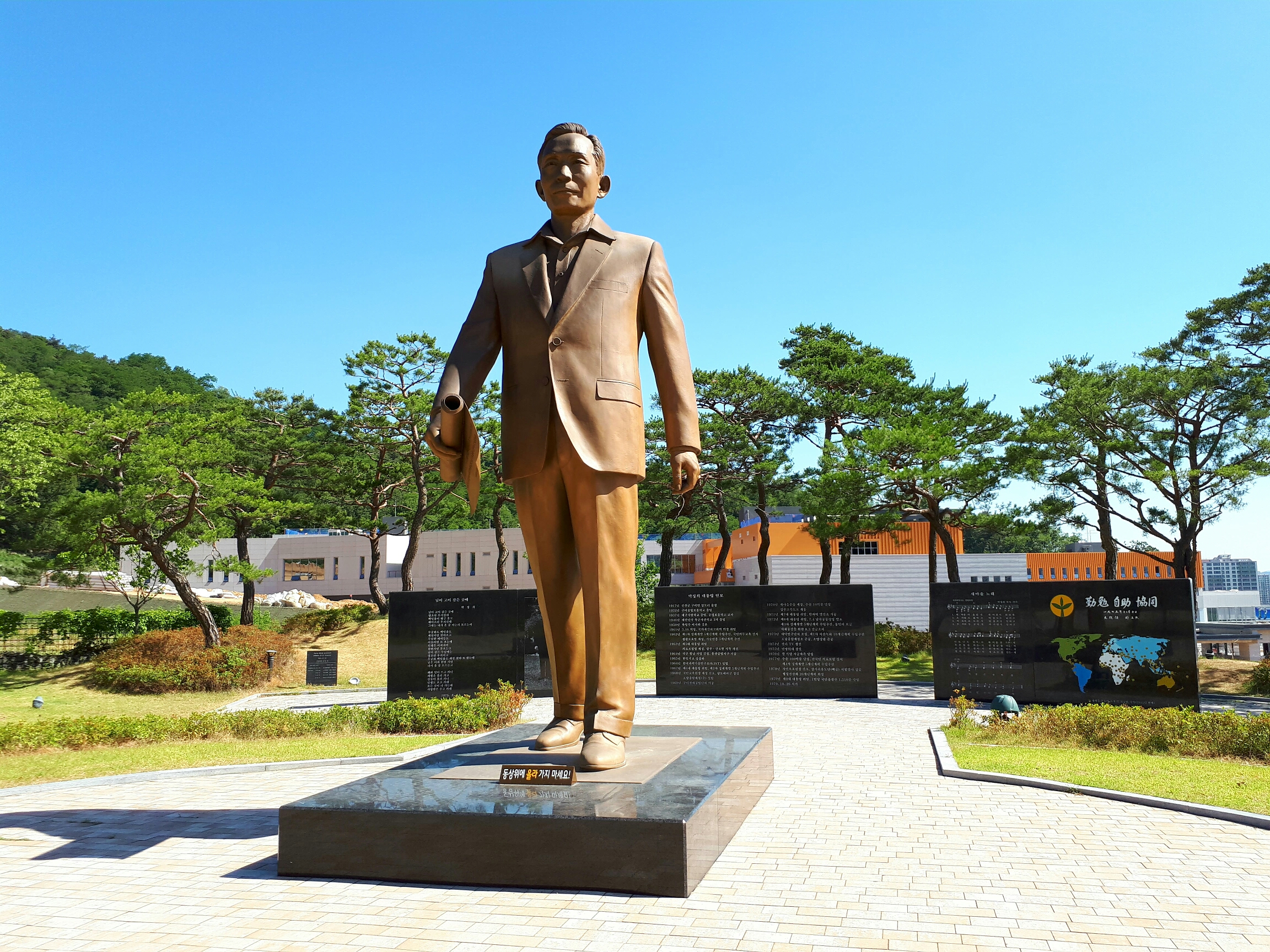
Tượng đài Park Chung-hee ở quê nhà Gumi

Tên tuổi ông gắn liền với công cuộc hiện đại hóa Hàn Quốc nhờ đường lối phát triển kinh tế lấy xuất khẩu làm chủ đạo. Hàn Quốc không còn là một đất nước nghèo nàn như những thế kỷ trước nữa mà vươn lên trở thành một trong những con rồng của châu Á. Về quân sự, ông thực hiện chính sách liên minh chặt chẽ với Hoa Kỳ, phái quân sĩ sang chiến đấu tại chiến trường miền Nam Việt Nam cùng với quân đội Hoa Kỳ trong chiến tranh Việt Nam.
Mặt khác, trong 18 năm cầm quyền, Park Chung-hee đã ban hành lệnh trấn áp những người bị vu khống là kẻ theo chủ nghĩa cộng sản cùng những bất đồng chính kiến và cả những đối thủ chính trị của ông. Ông còn khuyên phụ nữ không nên mặc váy ngắn khi ra ngoài phố vì như vậy sẽ làm cho hình ảnh của phụ nữ Hàn Quốc hiện đại bị vấy bẩn.
Năm 1999, Park Chung-hee được tạp chí Time bình chọn là một trong "100 danh nhân châu Á xuất sắc nhất của thế kỷ 20" vì những đóng góp to lớn của ông trong công cuộc khôi phục nền kinh tế nước nhà cũng như nền dân chủ. Khi Gallup tổ chức bình chọn năm 2015, hơn 99% người dân Hàn Quốc đã coi ông là vị tổng thống vĩ đại nhất trong lịch sử. Ông vừa được người dân Hàn Quốc mến mộ, vừa được ca ngợi là một trong những danh nhân kiệt xuất nhất của châu Á.

## Gia đình

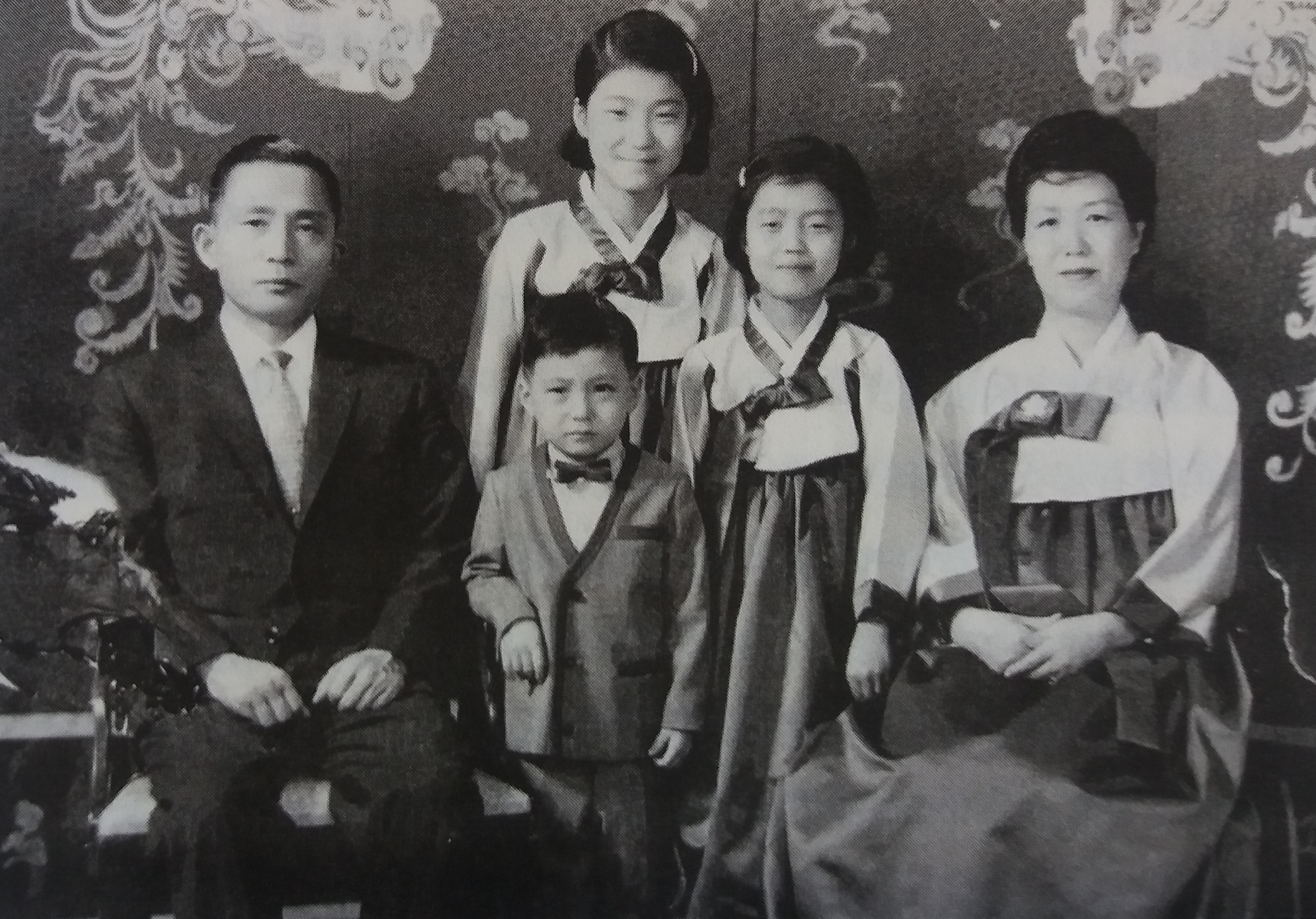
Gia đình Park Chung-hee năm 1957

- Cha: Park Sung-bin (박성빈) (1871–1938）
- Mẹ: Baek Nam-eui (백남의) (1872–1949）
- Vợ:
- Kim Ho-nam (김호남; 1920–1990 kết hôn: 1936–1950)
  - Trưởng nữ: Park Jae-ok (박재옥) (1937–2020)
- Yuk Young-soo (육영수; 1925–1974; kết hôn: 1950–1974)
  - Trưởng nữ: Park Geun-hye (박근혜) (1952– )
  - Thứ nữ: Park Geun-ryoung (박근령) (1954– ）
  - Trưởng tử: Park Ji-man (박지만) (1958– ）